# 邱多江乡
邱多江乡，是中华人民共和国西藏自治区山南市曲松县下辖的一个乡镇级行政单位。

## 行政区划
邱多江乡下辖以下地区：
邱多江村、马如村、宗须村、江瑭村和色吾村。